# Fear & Hunger
Fear & Hunger (с англ. — «Страх и Голод») — компьютерная игра в жанрах JRPG и survival horror с элементами roguelike. Разработана финским разработчиком Миро Хавериненом на игровом движке RPG Maker. Издана компанией Happy Paintings, выпущена 11 декабря 2018 года на платформы macOS и посредством сервиса Steam на Windows. При работе над проектом разработчик вдохновлялся аниме и мангой «Берсерк» и вселенной Silent Hill. Особенностями игры являются обилие сцен насилия, жестокости и секса, угнетающая атмосфера и соответствующий саундтрек в стиле эмбиент.
9 декабря 2022 года вышло продолжение игры под названием Fear & Hunger 2: Termina.

## Игровой процесс

Скриншот боя из игры

Игровой процесс недалеко ушёл от канонов JRPG: перемещение в игре происходит в мире с видом сверху под управлением аватара главного героя. В этом режиме можно перемещаться по двум осям (вверх, вниз, влево, вправо), подбирая предметы, взаимодействуя с NPC и окружающим миром. Столкновение с врагами происходит в режиме боя, пошаговая боевая система завязана на ходах, с возможностью атаковать, защищаться, использовать способности и предметы. Отличительной чертой же является необходимость следить за состоянием здоровья героя и членов его группы как физическим, так и ментальным, используя для этого нужные предметы и способности, а также следить за уровнем голода, фобиями и статусными эффектами, такими как кровотечение, инфекция, слепота, горение и многие другие. Главной же сложностью игры является сохранение прогресса по причине его ограниченности.
Также в игре присутствует 2 режима: «Страх и Голод», «Ужас и Истощение», при котором уменьшается шанс побега, враги становятся сильнее, появляются эксклюзивные противники, темнота значительно ограничивает видимость игрока и многое другое, и сложный режим, в котором сохраняются аспекты прошлого режима, но теперь игрок не может сохраниться и рекрутировать большинство союзников. Последним, шуточным и секретным режимом является «Ночи Подземелий», в котором все персонажи игры становятся школьниками или учителями, а главной целью этого режима является нахождение себе партнера на выпускной бал.

## Сюжет
Действие игры разворачивается в фэнтези средневековье в подземельях Страха и Голода, расположенных на территории королевства Рондон, аналога Франции и Великобритании, в 1590 году. На выбор игроку предоставляется четыре игровых персонажа: Наёмник, Рыцарь, Тёмный Жрец и Чужеземец. Герои отправляются в подземелья Страха и Голода ради одной цели — отыскать заточённого в них человека по имени Ле’Гард. У каждого персонажа свой мотив на спуск и своя предыстория.
В основе мира игры находятся древние боги, такие как Гро-Горот, бог разрушения и жертвоприношений, и Сильвиан, богиня любви и творения. Они являются крайне могущественными существами, которым поклоняются отдельные фракции людей. Также в мире существуют Новые боги, смертные, воссевшие на Троне Вознесения в легендарном городе богов Ма’Хавре.
Игра имеет 9 возможных концовок, 4 из которых можно получить исключительно на максимальном уровне сложности. Большинство из них требует посетить Ма’Хавре, а ради некоторых необходимо спуститься в самый низ подземелий.

## Саундтрек
Большую часть музыки сочинил главный разработчик игры Миро Хаверинен, трек «Ghostpocalypse — 5 Apotheosis» написан Кевином Маклаудом (Kevin MacLeod). Помимо этого в саундтреке задействованы семплы Тайры Комори (Taira Komori), также было использовано множество семплов Loop Loft и звуковых эффектов freesound.org.

## Восприятие
Максим Иванов из iXBT.games назвал Fear & Hunger «уникальной игрой» за её жестокость, безжалостность и красоту. Он отмечает, что из-за вариативности при прохождении «в игру можно возвращаться снова и снова», а также что судьба персонажа игрока зависит от случайных факторов.